# Agapetus yasensis
Agapetus yasensis är en nattsländeart som först beskrevs av Tsuda 1942.  Agapetus yasensis ingår i släktet Agapetus och familjen stenhusnattsländor. Inga underarter finns listade i Catalogue of Life.